# القنب الهندي في البرازيل

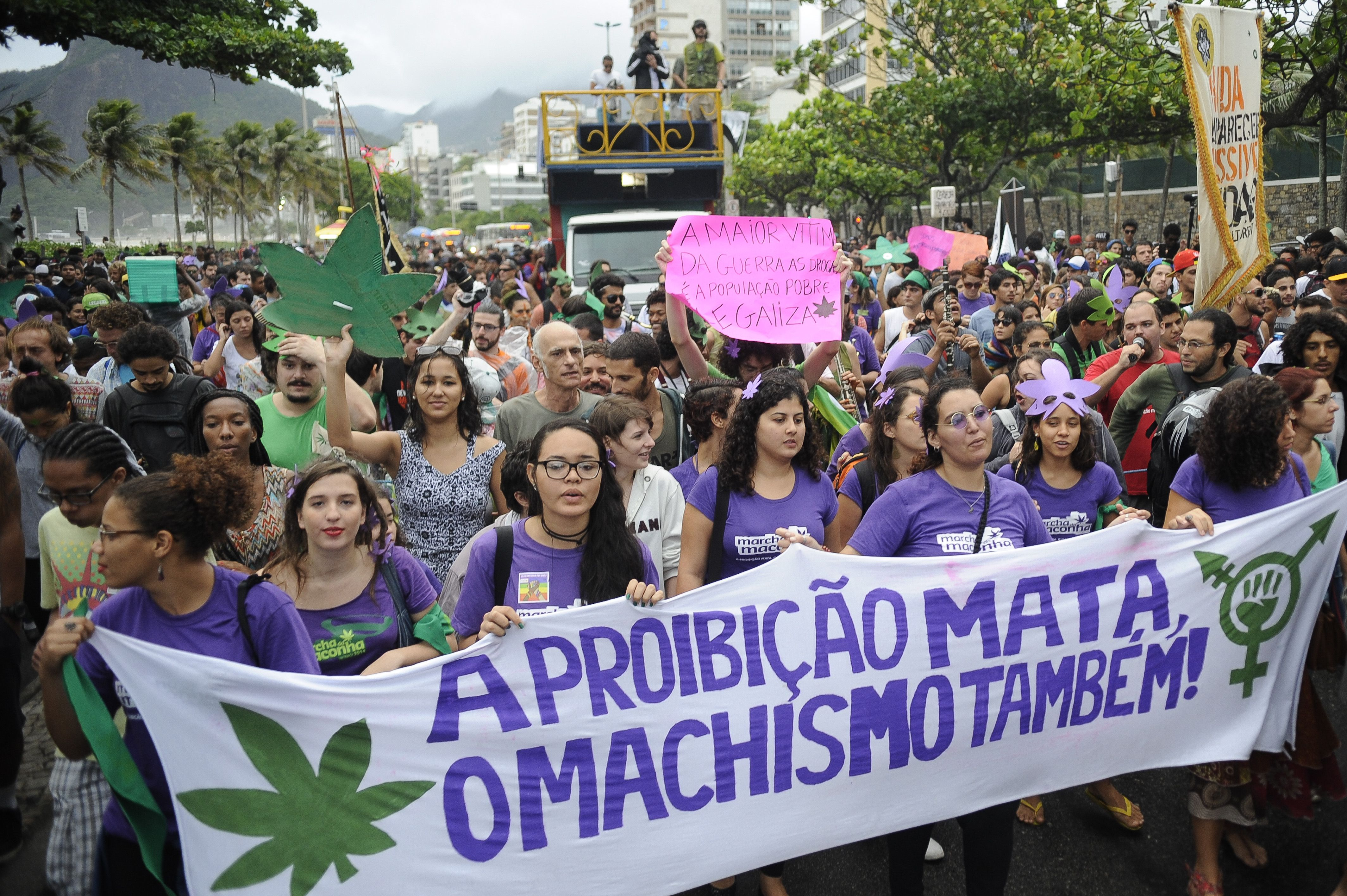

القنب الهندي في البرازيل غير قانوني ومجرّم, لكن حيازة وزراعة كميات شخصية وللاستعمال الخاص تم إلغاء العقوبات عليها في عام 2006. يُسمح باستخدام أدوية القنب للمرضى المصابين بأمراض قاتلة أو أولئك الذين استنفدوا خيارات العلاج الأخرى.

## التاريخ
تم إدخال القنب الهندي إلى البرازيل من قبل المستعمرين البرتغاليين في أوائل القرن التاسع عشر. ربما كانت نيتهم هي زراعة ألياف القنب, لكن العبيد الذين تم الاتجار بهم من إفريقيا كانوا على دراية بالقنب واستخدموه نفسياً, مما دفع المجلس البلدي في ريو دي جانيرو في عام 1830 إلى حظر جلب القنب إلى المدينة, ومعاقبة استخدامه من قبل أي عبد.